# Somme-Tourbe
Somme-Tourbe  là một xã thuộc tỉnh Marne trong vùng Grand Est đông nam nước Pháp. Xã này nằm ở khu vực có độ cao trung bình 163 mét trên mực nước biển.